# تل طعينات

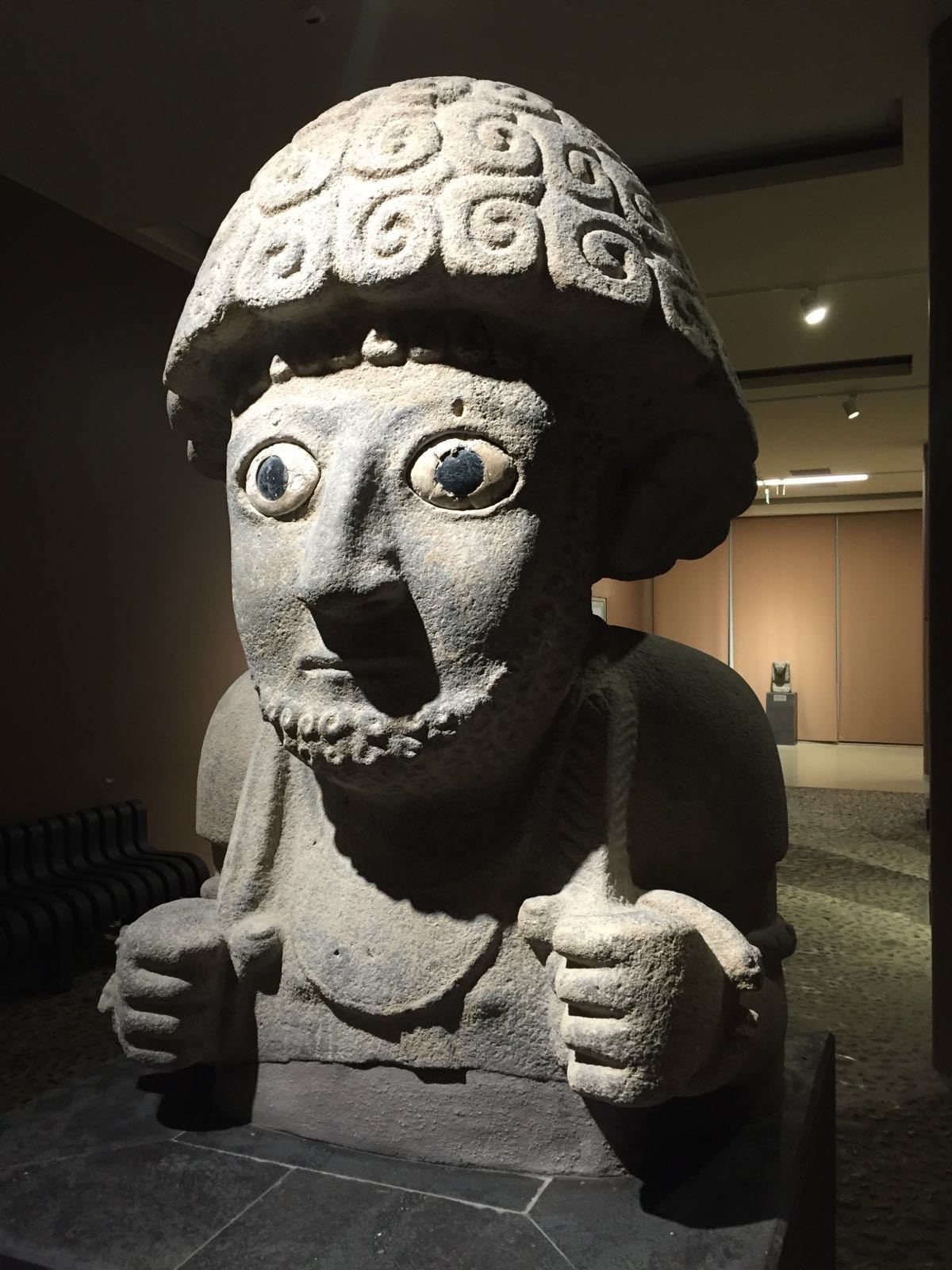
تمثال الملك سوبيلوليوما

تل طعينات هو موقع أثري يبعد حوالي 25 كم عن أنطاكيا في سهل العمق ، في المنطقة المجاورة مباشرة لألالاخ (تل العطشانة). في العصور القديمة ، كان يطلق على المكان على الأرجح كونولوا Kunulua وكانت عاصمة مملكة عمق من فترة المملكة الحيثية المتأخرة.

## الحفريات

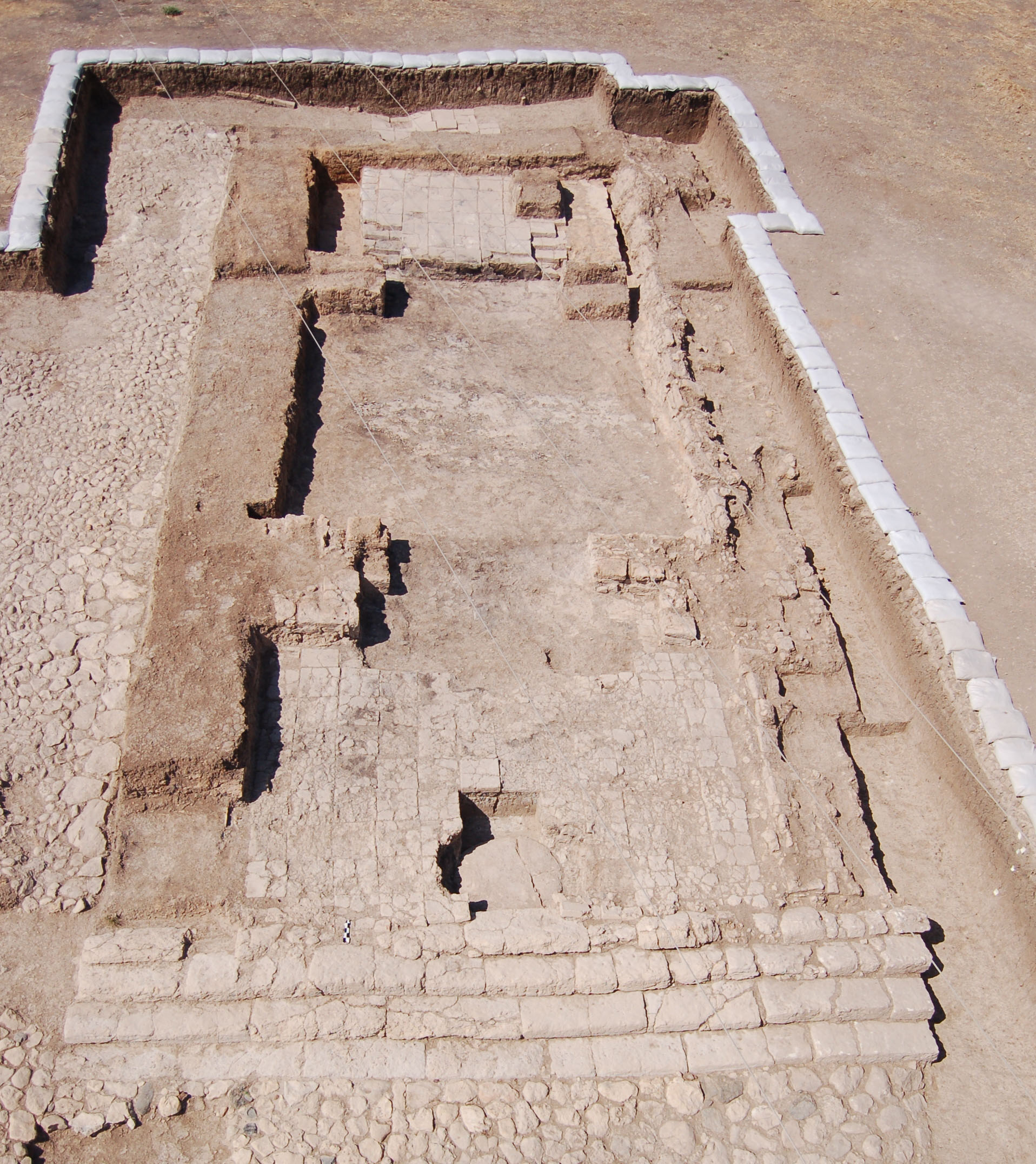
معبد من العصر الحديدي

أجريت من العام 1935 حتى 1938 حفريات في تل طعينات من قبل المعهد الشرقي لجامعة شيكاغو. من بين أشياء أخرى ، تم العثور على أعمدة ضخمة ووقواعد أعمدة من القرنين التاسع والثامن قبل الميلاد. في عام 1936 تم كشف عدة أجزاء من تمثال ضخم للملك هلبارونتياس الثاني Halparuntiyas.
منذ عام 2008 تجري التنقيبات في تل طعينات تحت إشراف عالم الآثار تيموثي P. Harrison و من جامعة تورنتو . وكشفت الحفريات عن قلعة ملكيّة تشبه إلى حدّ كبير قلعة سمأل الواقعة على بعد 100 كيلومتر شمالًا. يمكن تمييز فترتي بناء . أحد المبنى عبارة عن قصر شمالي سوري نموذجي من نوع بيت خلاني Hilani. من نهاية القرن الثامن ، وقد تم تدمير المنشأة من قبل الآشوريين ، الذين قاموا بعد ذلك بإعادة بناء قلعة. من هذه المرحلة تم كشف المعبد.
في حزيران 2012 م، تم اكتشاف الجزء العلوي من تمثال ضخم للملك الحثيثي المحلي سوبيلوليوما Šuppiluliuma (القرن التاسع قبل الميلاد)

## الحديقة الآثرية
من عام 2012 إلى عام 2016 ، تم تنفيذ مشروع شامل للحفظ. زودت جدران الطوب الطيني المُنقبة بطبقة فصل من التكسية الأرضية وتمت تغطيتها بالطوب الطين الجديد. ما يمكن من تثبيت الهياكل وجعلها متاحة للزوار كجزء من حديقة آثرية ، والتي تشمل أيضًا تل العطشانة (ألالاخ) على بعد كيلومتر واحد. و تم استكمال المجمع بمركز الزوار مع متحف وكذلك غرف للبحث والأرشفة.